# Riksenheten mot korruption
Riksenheten mot korruption är en enhet inom svenska Åklagarmyndigheten som är verksam mot korruption genom att hantera alla brottsmisstankar om tagande av muta och givande av muta. Enheten handlägger också andra brottsmisstankar som hör ihop med dessa brott. Vid utredning av dessa brott samarbetar Riksenheten mot korruption med en grupp inom Nationella operativa avdelningen (NOA) inom Svenska polisen som heter Nationella anti-korruptionsgruppen.
Riksenheten mot korruption inrättades 1 juli 2003, finns i Stockholm och hade 2021 16 medarbetare.

## Chefer
- 1 juli 2003–30 juni 2009: överåklagare Christer van der Kwast[3][5]
- 1 juli 2009–2016: överåklagare Gunnar Stetler[5]
- 2016–: chefsåklagare Kim Andrews